# アメリカ大陸

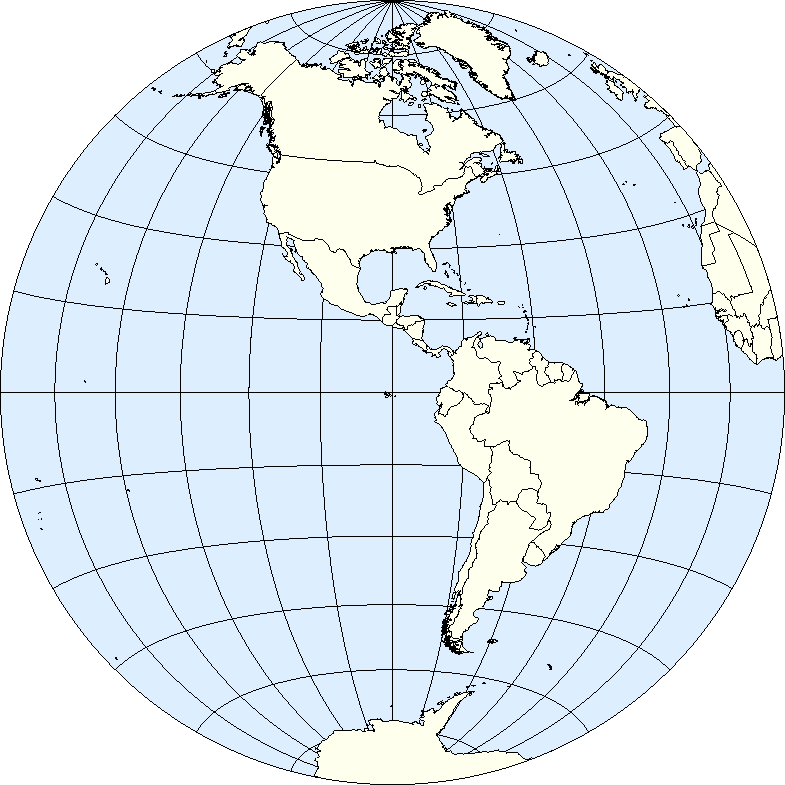
アメリカ大陸周辺の世界地図

アメリカ大陸（アメリカたいりく、英語: The Americas）とは、南アメリカ大陸と北アメリカ大陸をあわせた呼称。両アメリカや新大陸、アメリカ州（よく離島を含める）などとも言う。
南北に分かれた二大陸であるが、両者はパナマ地峡で接続しているため、まとめて超大陸と見なすこともできる。なお、広くアメリカ州（米州）と言うときには、カリブ海やカナダ北部の島々・海域をも含める場合が多い。
「アメリカ」は、イタリアの探検家アメリゴ・ヴェスプッチの名から付けられた。詳細はアメリカ州を参照。
- 北アメリカ大陸はローラシア大陸から分裂して生成した。
- 南アメリカ大陸はゴンドワナ大陸から分裂して生成した。
- 両者は約500万年前（鮮新世）にパナマ地峡で結ばれるまで隔絶していたため、生物は独自の進化をしている。そのため、両者の生物相はかなり異なる。（新北区、新熱帯区も参照）